# Aplomerus robustus
Aplomerus robustus är en stekelart som beskrevs av Henry Keith Townes, Jr. 1960. Aplomerus robustus ingår i släktet Aplomerus och familjen brokparasitsteklar. Inga underarter finns listade i Catalogue of Life.